# Antau
Antau è un comune austriaco di 760 abitanti nel distretto di Mattersburg, in Burgenland. Abitato anche da croati del Burgenland, è un comune bilingue; il suo nome in croato è Otava.